# Elección para gobernador de Minnesota de 2018
La elección para gobernador de Minnesota de 2018 se llevó a cabo el 6 de noviembre de ese año. El gobernador titutal Mark Dayton decidió no presentarse a la reelección para un tercer mandato. El candidato demócrata fue el congresista Tim Walz del primer distrito congresional de Minnesota, mientras que los republicanos nominaron al comisionado del condado de Hennepin, Jeff Johnson. El Partido de la Independencia de Minnesota no presentó un candidato por primera vez desde 1994.

## Resultados
| Elección para gobernador de Minnesota 2018 | Elección para gobernador de Minnesota 2018 | Elección para gobernador de Minnesota 2018 | Elección para gobernador de Minnesota 2018 | Elección para gobernador de Minnesota 2018 |
| Partido                                    | Partido                                    | Candidato                                  | Votos                                      | %                                          |
| ------------------------------------------ | ------------------------------------------ | ------------------------------------------ | ------------------------------------------ | ------------------------------------------ |
|                                            | Demócrata-Agrario-Laborista                | Tim Walz                                   | 1.393.096                                  | 53.84                                      |
|                                            | Republicano                                | Jeff Johnson                               | 1.097.705                                  | 42.43                                      |
|                                            | Legalizar el Canabbis                      | Chris Wright                               | 68.667                                     | 2.65                                       |
|                                            | Libertario                                 | Josh Welter                                | 26.735                                     | 1.03                                       |
| Escritos                                   | Escritos                                   | Escritos                                   | 1.084                                      | 0.04                                       |
|                                            |                                            |                                            |                                            |                                            |
| Total                                      | Total                                      | Total                                      | 2.587.287                                  | 100                                        |